# Indianápolis (canção)
"Indianápolis" é uma canção da boy band porto-riquenha Menudo, lançada em 1983 no álbum de estúdio A todo rock, sob o selo da gravadora RCA Records. A canção, composta por Alejandro Monroy, Carlos Villa e Edgardo Díaz, tem como principal vocalista o integrante Charlie Massó em suas três versões: espanhol, inglês e português.
A letra da música foi inspirada na corrida 500 Milhas de Indianápolis, que são uma das corridas automobilísticas mais tradicionais do mundo e a principal prova do campeonato da IndyCar (conhecida no Brasil como Fórmula Indy), realizada no Indianapolis Motor Speedway, nos Estados Unidos. A letra inclui referências ao evento, como nas passagens: “33 guerreiros em seus carros” indo “para o campo de batalha” para “assumir o controle do volante”.

## Divulgação
Para a divulgação da canção foi feito um videoclipe que inclui uma coreografia dos integrantes mesclada com imagens reais da corrida. Segundo alguns jornalistas, os passos de dança da banda são semelhantes aos apresentados em "Single Ladies (Put a Ring on It)", da cantora estadunidense Beyoncé, com um toque do espetáculo de sapateado irlandês "Riverdance".

## Recepção crítica
A canção recebeu críticas desfavoráveis na contemporaneidade. Aaron M. Renn editor do City Journal, escreveu que a faixa não se tornou um marco cultural duradouro e hoje é vista mais como uma relíquia retrô do que como algo relevante para a identidade da cidade. Graham Kozak, do site Autoweek, escreveu que a música foi usada em algum tipo de parceria promocional com os organizadores da corrida (daí as imagens reais da corrida no videoclipe da canção), mas que o pessoal do Indianapolis Motor Speedway provavelmente preferisse que a essa parceria tivesse permanecido no esquecimento.

## Desempenho comercial
Na época do lançamento, a canção atingiu a posição de número 3 na parada musical de La Paz, na Bolívia, cuja tabela era auditada pelo jornal La Opinión. Em 30 de junho de 2024, a versão digital e remasterizada da canção atingiu a 74ª posição na parada iTunes Chart dos Emirados Árabes Unidos.

## Lista de faixas
- Créditos adaptados do compacto simples de "Indianápolis", de 1983.[10]

Lado A
| N.º | Título         | Compositor(es)             | Duração |  |
| 1.  | "Indianapolis" | A. Monroy C. Villa E. Díaz | 2:40    |  |

Lado B
| N.º | Título         | Compositor(es)     | Duração |  |
| 1.  | "Todo va bién" | C. Villa A. Monroy | 2:50    |  |

## Tabelas

### Tabelas semanais
| Tabela musical (1984) | Melhor posição |
| --------------------- | -------------- |
| La Paz (La Opinión)   | 3              |

| Tabela musical (2024)                             | Melhor posição |
| ------------------------------------------------- | -------------- |
| Emirados Árabes Unidos (iTunes Top 100 Pop Songs) | 72             |